# Martiany (przystanek kolejowy)
Martiany – przystanek osobowy  w Martianach, w województwie warmińsko-mazurskim, w Polsce.

## Ruch pasażerski
| Rok  | Wymiana pasażerska na dobę |
| ---- | -------------------------- |
| 2017 | 0-9                        |
| 2022 | 10-19                      |